# Manuela Better
Manuela Better (* 11. November 1960 in München) ist eine deutsche Risiko- und Restrukturierungsexpertin im Finanzsektor und war von 2010 bis 2014 Vorstandsvorsitzende der Hypo Real Estate Holding AG.

## Berufliche Laufbahn
Manuela Better studierte nach einer Ausbildung zur Bankkauffrau Betriebswirtschaftslehre in München und Augsburg. Ihre Karriere startete 1988 bei der Bayerischen Vereinsbank AG mit einer Traineeausbildung in internationaler Immobilienfinanzierung in Frankfurt und London. 1994 wurde Better Head of International Real Estate Finance.
1998 wechselte sie zur HVB-Tochter FGH Bank in Utrecht, zunächst als Head of Business Development/IT, ab 2000 als Vorstand. 2004 wurde Better in den Vorstand der Hypo Real Estate Holding AG berufen, zunächst als Head of Commercial Real Estate Origination Asia; zwischen 2008 und 2009 leitete sie die HRE-Tochterfirma Depfa plc in Dublin, um dann ab 2009 als non-executive board member der Depfa und Vorstand der Deutsche Pfandbriefbank AG sowie Vorstandsvorsitzende der Hypo Real Estate Holding AG zu amtieren.
Sie löste im März 2010 den früheren HRE-CEO Axel Wieandt ab. Aufgrund der Entscheidung der FMSA gegen den ausgehandelten Verkauf der depfa plc im Zuge der Reprivatisierung der Deutschen Pfandbriefbank AG bat sie im Juni 2014 den Bund um die Entbindung von ihren Pflichten mit sofortiger Wirkung.
Seit dem 1. Juni 2015 war Better als Risikovorstand bei der DekaBank in Frankfurt/Main tätig und schied dort im Mai 2020 aus. Von Juni 2021 bis Mitte 2022 war sie im Vorstand der Privatbank M. M. Warburg & CO für die Risikosteuerung zuständig.

## Aufsichtsratsmandate
Manuela Better war Aufsichtsrat bei der Axa-Konzern AG und bei der Deutsche EuroShop AG.